# 南極老人

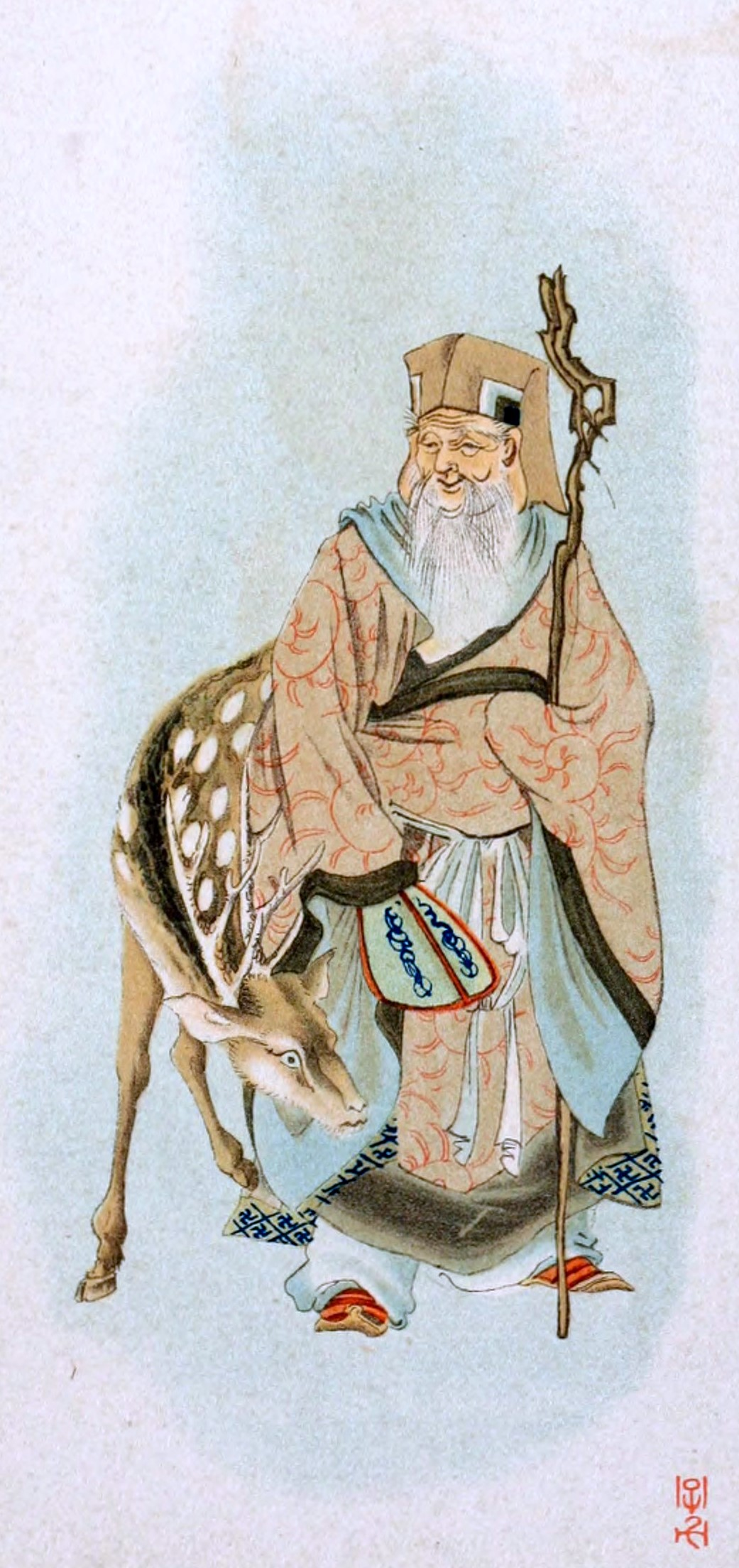
南極老人から派生したと言われる七福神の寿老人

南極老人（なんきょくろうじん）は、南極老人星（カノープス：りゅうこつ座α星）を神格化した道教の神。南極仙翁、寿星とも。『西遊記』『封神演義』『白蛇伝』など小説や戯曲に神仙として登場することも多く、日本では七福神の福禄寿と寿老人のモデルだと言われる。
古くから、南極老人星は戦乱の際には隠れ、天下泰平のときにしか姿を見せないという信仰が存在し、『史記』天官書や『晋書』天文志、『漢書』などには、皇帝たちが秋分の日に都の南で観測する慣わしがあったことが記されている。この南極老人星が宋代以降に南極老人として神格化され、長寿と幸福を司るものとされた。『事玄要言集』や『風俗記』には、北宋の仁宗皇帝の前に現れて大酒を飲んだ説話が記されており、長頭短身の老人だったという。